# Håle socken
Håle socken i Västergötland ingick i Åse härad, ingår sedan 1971 i Grästorps kommun och motsvarar från 2016 Håle distrikt.
Socknens areal är 12,77 kvadratkilometer varav 12,74 land. År 2000 fanns här 166 invånare.  Sockenkyrkan Håle-Tängs kyrka ligger i socknen och är gemensam med Tängs socken och ligger vid gränsen till den socknen.   

## Administrativ historik
Socknen har medeltida ursprung. 
Vid kommunreformen 1862 övergick socknens ansvar för de kyrkliga frågorna till Håle församling och för de borgerliga frågorna bildades Håle landskommun. Landskommunen uppgick 1952 i Grästorps landskommun som 1971 ombildades till Grästorps kommun. Församlingen uppgick 2002 i Särestads församling.
1 januari 2016 inrättades distriktet Håle, med samma omfattning som församlingen hade 1999/2000.  
Socknen har tillhört län, fögderier, tingslag och domsagor enligt vad som beskrivs i artikeln Åse härad. De indelta soldaterna tillhörde Västgöta-Dals regemente, Livkompaniet och Västgöta regemente, Barne kompani.

## Geografi
Håle socken ligger sydväst om Lidköping. Socknen är en uppodlad slättbygd.
Riksväg 44 genomkorsar socknen i norr.

## Fornlämningar
Lösfynd från stenåldern är funna. Från bronsåldern finns skålgropsförekomster. Från järnåldern finns domarringar. Två runstenar har påträffats.

## Namnet
Namnet skrevs 1546 Hårde och kommer från kyrkbyn. Namnet kan innehålla ett äldre ånamn, Hardha som då innehåller hart, 'skog; betesmark'.